# Cesare Biglia
Cesare Biglia (Tripoli, 8 giugno 1928 – Magenta, 13 agosto 2001) è stato un politico e avvocato italiano.